# Avelino Arredondo

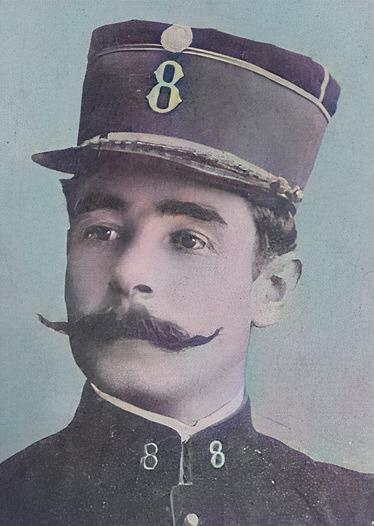
Avelino Arredondo

Avelino Arredondo es el nombre de un cuento del escritor argentino Jorge Luis Borges que integra El libro de arena, colección de cuentos y relatos publicada en 1975. Es también el nombre del asesino del presidente uruguayo Juan Idiarte Borda (25 de agosto de 1897). 
Se trata del undécimo cuento de ese volumen. También publicado en "Obras Completas III", (Emece, p. 62-65).

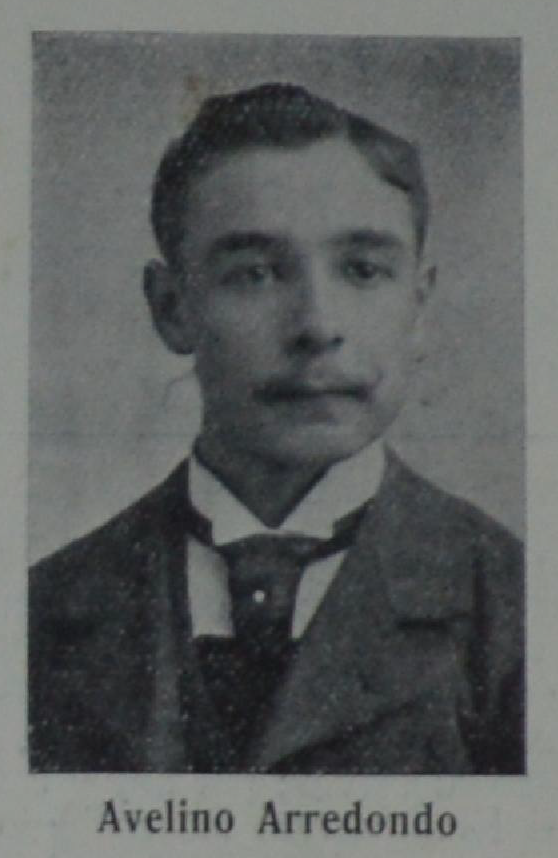
Un joven Arredondo.

El cuento narra una historia ficticia acerca del asesinato de Juan Idiarte Borda, Presidente del Uruguay, hecho acaecido el 25 de agosto de 1897, a manos de Avelino Arredondo, enfocando especialmente los días previos y la preparación del crimen.

## Origen histórico del personaje
Si bien “Avelino Arredondo” es el título de un cuento del escritor argentino Jorge Luis Borges, el personaje tiene un referente histórico real. 
Avelino Arredondo (c. 1870–desconocido) fue un activista político uruguayo, integrante de una facción disidente del Partido Colorado, conocido por haber asesinado al entonces presidente de Uruguay, Juan Idiarte Borda, el 25 de agosto de 1897 en Montevideo. El magnicidio ocurrió mientras el mandatario salía de una ceremonia religiosa en la iglesia de San Francisco de la capital. Arredondo disparó con un revólver Lefaucheux, fue detenido en el acto y condenado a prisión.
Este fue el único magnicidio de un presidente uruguayo en ejercicio en la historia del país.

## El cuento de Borges
Jorge Luis Borges se inspiró en la figura de Arredondo para componer el cuento “Avelino Arredondo”, incluido en su libro *El libro de arena* (1975). En esta versión literaria, el personaje es retratado con una psicología introspectiva y fatalista: un hombre meticuloso y resignado que prepara su crimen con una mezcla de serenidad, sentido del deber y desapego.
El texto de Borges, como en otros relatos suyos, mezcla historia y ficción, y contribuyó a la difusión internacional del nombre del asesino como figura simbólica.